# مغامرة رومانسية
مغامرة رومانسية (بالإيطالية: Una romancea avventura) هو فيلم أبيض وأسود درامي تاريخي إيطالي إنتاج عام 1940 من إخراج ماريو كاميريني وبطولة آسيا نوريس وجينو سيرفي وليوناردو كورتيز. وهو مستوحى من القصة القصيرة التي كتبها الراوي الإنجليزي توماس هاردي عام 1883 بعنوان المغامرات الرومانسية لبائعة الحليب. تحكي قصة فتاة صغيرة جميلة مشتتة بين خطيبها الوسيم ورجل ثري طيب معجب بها.
لم يتم الاستشهاد برواية توماس هاردي كمصدر إلهام للفيلم في الاعتمادات الافتتاحية. كان من المستحيل في الواقع تقديم مصدر إنجليزي في الفترة التي كانت فيها إيطاليا في حالة حرب ضد بريطانيا العظمى وهذا أيضًا جعل بيئة مختلفة تمامًا لا غنى عنها، لذلك تم نقل القصة من الريف الإنجليزي في النصف الثاني من القرن التاسع عشر إلى لومبارديا- بيدمونت في الفترة من 1830 إلى 1850. علاوة على ذلك، كانت الرواية الأصلية خالية من أي تلميح للجوانب السياسية ، بينما يشير الفيلم إلى حركات توحيد إيطاليا، وإن كان ذلك باختصار شديد حتى لا يثير المشاعر المعادية لألمانيا، والتي كان من شأنها أن تسبب مشاكل مع الرقابة.
تم تصوير الفيلم في استوديوهات سينشيتا في روما وفي موقع التصوير حول بحيرة أورتا. تم تصميم ديكورات الفيلم بواسطة المدير الفني جاستوني ميدين. تم عرض الفيلم في مهرجان البندقية السينمائي الدولي الثامن.

## طاقم التمثيل
- آسيا نوريس بدور أنجيوليتا/آنا/أنيتا
- جينو سيرفي بدور لويجي
- ليوناردو كورتيزي بدور الكونت
- أولغا سولبيلي بدور الأرملة كافارا
- إرنستو ألميرانتي بدور بيرني، شريك لويجي
- كاليستو بيرترامو بدور سيلفسترو
- ماسيمو جيروتي بدور لوتشيانو
- ألفريدو مارتينيلي كعازف كمان في أوركسترا القرية
- أرماندو ميجلياري بدور والد أنيتا
- جياكومو ألميرانتي بدور الطبيب
- بيانكا بيلترامي كصديقة لأنيتا
- إدواردو بوريلي بدور الصيدلي
- أدلمو كوكو بدور دون أنطونيو، الكاهن
- ديا كريستياني بدور تونينا، النادلة
- أديل موسو بدور جدة أنيتا
- أماليا بيليجريني بدور الخادمة العجوز
- أرماندو روسيني بدور كوستيلو
- إيدا سوليجو كصديقة لأنيتا
- لينا تيرميني بدور المغنية
- أولجا فون كولار كصديقة لأنيتا

## روابط خارجية
- مغامرة رومانسية  في قاعدة بيانات الأفلام على الإنترنت (بالإنجليزية)